# Marie Pavlovna de Russie (1890-1958)
Pour les articles homonymes, voir Marie Pavlovna de Russie.
Titre
Duchesse consort de Södermanland
3 mai 1908 – 13 mars 1914
(5 ans, 10 mois et 10 jours)
Marie Pavlovna Romanova (en russe : Мария Павловна), grande-duchesse de Russie, née le 18 avril 1890 à Saint-Pétersbourg  (Empire russe), morte le 13 décembre 1958 à Constance (Allemagne de l'Ouest), est la fille du grand-duc Paul Alexandrovitch de Russie et d'Alexandra de Grèce. Le 3 mai 1908, elle épouse le prince Guillaume de Suède, duc de Södermanland, dont elle divorce le 13 mars 1914. De cette union est né Lennart, duc de Småland puis comte de Wisborg.

## Biographie

### Famille et jeunesse

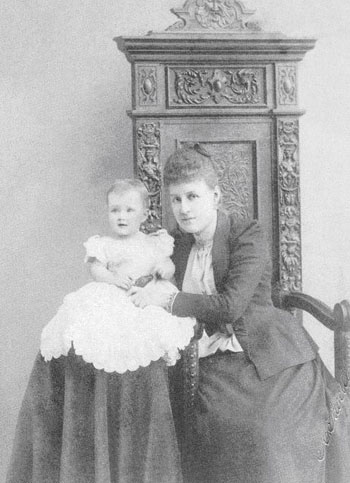
La grande-duchesse Maria Pavlovna, avec sa mère en 1890.

La grande-duchesse Marie Pavlovna est née le 18 avril 1890 à Saint-Pétersbourg. Elle est le premier enfant et la fille unique du grand-duc Paul Alexandrovitch de Russie et de sa première épouse, Alexandra de Grèce. Elle porte le nom de sa défunte grand-mère paternelle, l'impératrice Marie de Hesse-Darmstadt, et de sa grand-tante et marraine, l'impératrice Marie Feodorovna. Marie n'a pas encore deux ans lorsque sa mère meurt des suites de complications de la naissance de son frère cadet, le grand-duc Dimitri Pavlovitch de Russie en 1891. Le grand-duc Paul est tellement bouleversé par la mort inattendue de sa jeune épouse qu'il néglige ses deux jeunes enfants, qui sont confiés à son frère aîné, le grand-duc Serge Alexandrovitch et à son épouse Élisabeth de Hesse-Darmstadt, sœur de la tsarine Alix de Hesse-Darmstadt, qui n'ont pas d'enfants. Une fois rétabli émotionnellement, le grand-duc Paul reprend les deux enfants avec lui. Le grand-duc aime ses enfants, mais comme c'est l'usage à l'époque, il s'abstient de leur témoigner une affection spontanée. Marie et son frère sont élevés par des gouvernantes et des tuteurs, mais ils adorent leur père qui leur rend visite deux fois par jour. Les enfants passent Noël et plus tard quelques vacances d'été avec le grand-duc Serge et la grande-duchesse Élisabeth. Le couple aménage une salle de jeux et des chambres pour les enfants dans leur maison de campagne d'Ilinskoe.
L'enfance de Marie Pavlovna se déroule dans la splendeur. Ses premiers souvenirs sont de magnifiques palais et des domaines de campagne peuplés d'armées de serviteurs. Jusqu'à l'âge de six ans, Marie parle mal russe car toutes ses gouvernantes et sa famille parlent anglais. Plus tard, elle a une autre gouvernante, mademoiselle Hélène, qui lui apprend le français et reste avec elle jusqu'à son mariage. À l'âge de sept ans, elle voyage dans son wagon personnel accompagnée de sa gouvernante pour visiter l'Allemagne et la France. Le dimanche, elle et son frère sont autorisés à jouer avec des enfants issus de familles aristocratiques. Ayant grandi sans mère et avec un père souvent absent, la grande-duchesse Marie et son frère Dimitri deviennent très proches, comptant sur leurs affection et compagnie réciproques.

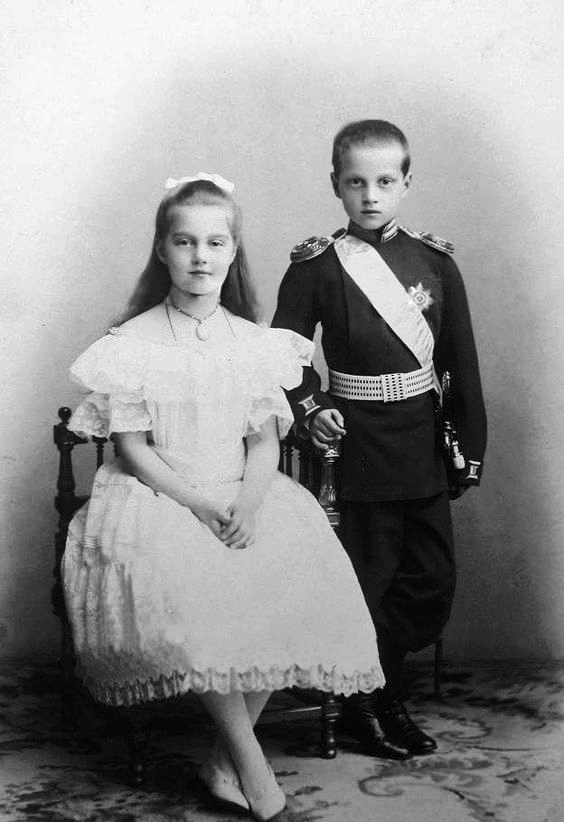
La grande-duchesse Marie Pavlovna et son frère le grand-duc Dimitri Pavlovitch dans les années 1890.

En 1895, le grand-duc Paul entame une liaison avec Olga Valerianovna von Pistolkors, une femme mariée. Il réussit à lui obtenir le divorce et l'épouse à l'étranger en 1902. Comme ils se sont mariés en bravant l'opposition de Nicolas II, le tsar leur interdit de retourner en Russie,. Sans père, Marie, douze ans, et Dimitri, onze ans, déménagent à Moscou sont placés sous la garde de leur oncle le grand-duc Serge et de son épouse la grande-duchesse Élisabeth. Marie et Dimitri en veulent à leur tante et à leur oncle, leur reprochant la séparation forcée d'avec leur père, qui les a abandonnés. Le grand-duc Serge est strict et exigeant, mais dévoué et affectueux envers les enfants. Marie écrit dans ses mémoires : « À sa manière, il nous aimait profondément. Il aimait nous avoir près de lui et nous donnait une bonne partie de son temps. Mais il était toujours jaloux de nous. S'il avait su toute l'étendue de notre dévotion envers notre père, cela l'aurait rendu fou ». Marie Pavlovna déclare également qu'elle ne peut pas être entièrement en désaccord avec ceux qui pensent que le grand-duc Serge était sans cœur, égocentrique et cruel. Marie a une relation quelque peu tendue avec sa tante. La grande-duchesse Élisabeth a du mal à s'entendre avec les enfants et elle se montre froide et distante à leur égard. Le grand-duc Serge, gouverneur général de Moscou, est une figure polarisante. Ciblé par l'organisation de combat des SR, il est assassiné au Kremlin en février 1905. Le terroriste s'est abstenu de commettre une attaque antérieure parce qu'il avait aperçu dans le carrosse du grand-duc Élisabeth, Marie et son jeune frère Dimitri, et il ne voulait pas tuer de femmes et d'enfants. Après l'assassinat de leur oncle, les deux enfants sont bouleversés, en particulier Dimitri. Le grand-duc Paul revendique la garde de ses enfants, mais le tsar fait d'Élisabeth leur tutrice. Le grand-duc Paul est autorisé à leur rendre visite, mais pas à retourner définitivement en Russie. Après l'assassinat de son mari, la grande-duchesse Élisabeth regrette son comportement à l'égard des enfants et se rapproche d'eux.
Dans son adolescence, Marie est décrite par sa tante maternelle, la grande-duchesse de Russie Marie de Grèce, comme « pleine de vie et très joyeuse, mais encline à être obstinée et égoïste, et plutôt difficile à gérer ».

### Premier mariage

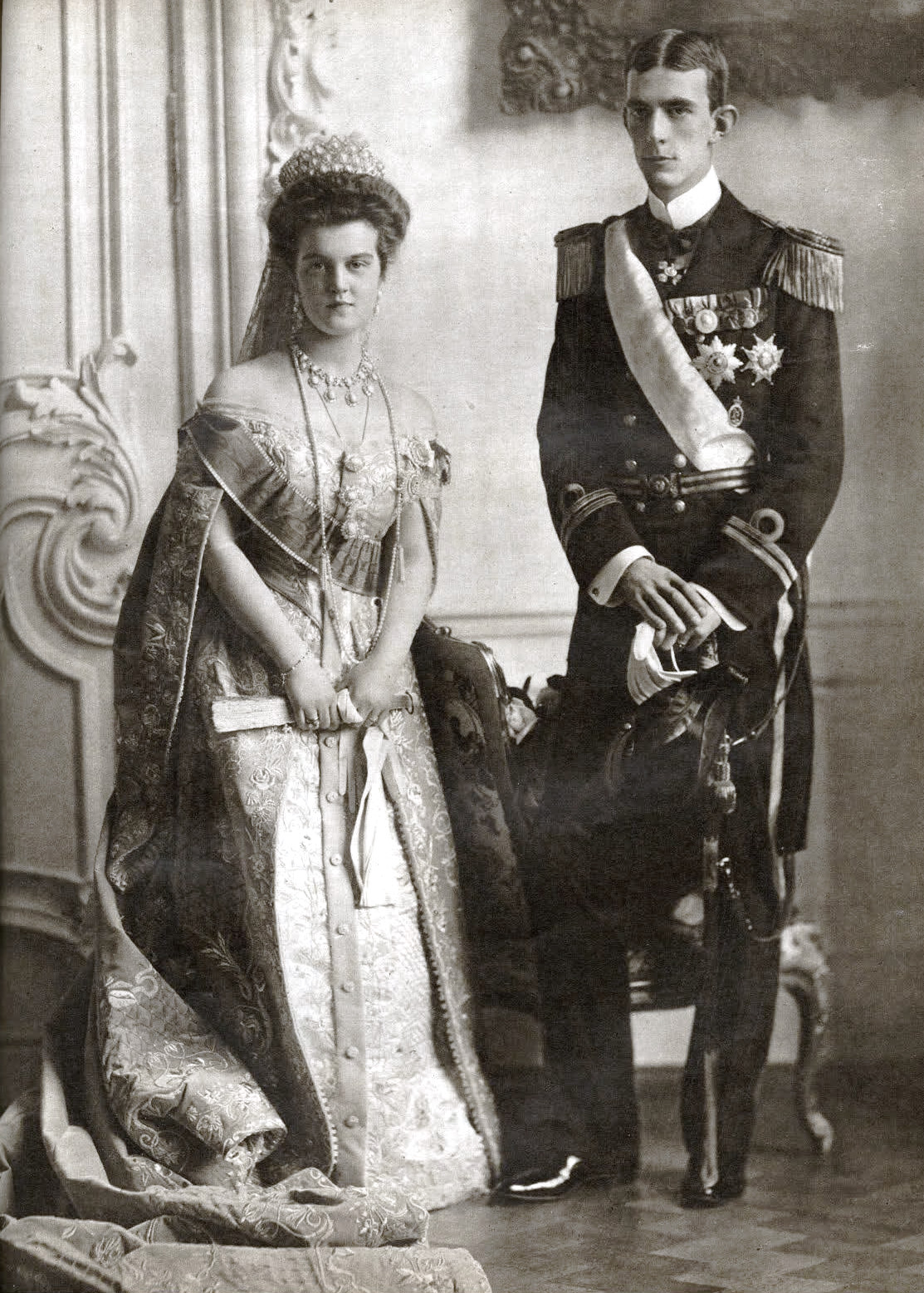
Marie Pavlovna et le prince Guillaume lors de leur mariage en 1908.

Au cours des deux années suivantes, la tante de Marie se tourne vers la religion et les œuvres caritatives. Envisageant de se retirer de la cour pour fonder un ordre religieux, la grande-duchesse Élisabeth décide de trouver un mari à sa nièce. Peu après Pâques 1907, le prince Guillaume, duc de Södermanland, deuxième fils du roi Gustave V de Suède et de Victoria de Bade, visite Saint-Pétersbourg et est présenté à Maria Pavlovna, âgée de seize ans et décrite comme espiègle et fière. Le prince est grand, mince, brun et distingué « avec de beaux yeux gris », se souvient Marie. Il reste dîner et le lendemain, Marie apprend qu'il souhaite l'épouser. Pressée par sa tante de donner une réponse rapide, Maria accepte la proposition du prince et se retrouve fiancée à un homme qu'elle ne connaissait que depuis quelques heures. Le mariage ayant des implications politiques et diplomatiques positives tant pour la Russie que pour la Suède, le tsar Nicolas II donne son consentement. Le grand-duc Paul n'est quant à lui pas consulté. Les fiançailles officielles sont annoncées en juin 1907 au palais de Peterhof.
Maria Pavlovna écrit par la suite qu'elle a le sentiment que sa tante l'a précipitée dans ce mariage. Cependant, à l’époque, elle apprécie l’attention et elle a hâte de s’échapper de l'univers de l'enfance. « Nous pourrons alors voyager ensemble », écrit-elle à Guillaume après leurs fiançailles, « Et vivre comme nous le souhaitons et à notre guise. J'attends avec impatience une vie merveilleuse – une vie pleine d'amour et de bonheur, comme vous me l'avez décrit dans vos dernières lettres ».

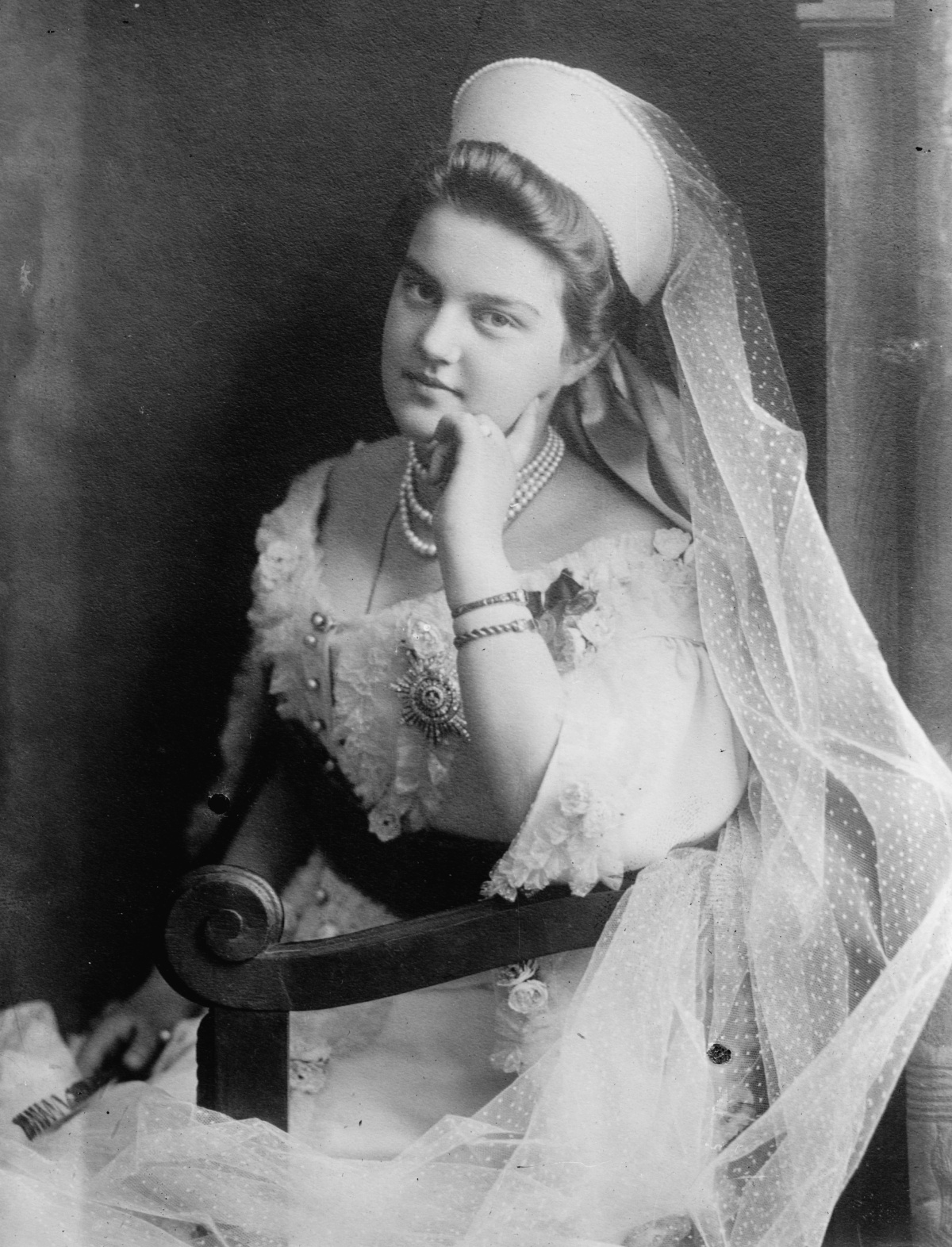
La grande-duchesse Maria Pavlovna portant la robe de cour russe au début des années 1910.

De Peterhof, Maria Pavlovna et sa tante se rendent au domaine d'Ilinskoe, où Guillaume les rejoints pendant un mois avant de partir en croisière aux États-Unis. Le jeune couple entretient alors sa relation à travers des lettres. Marie s'imagine amoureuse : « C'est beau d'avoir quelqu'un, même loin, qui t'aime plus que tout et que tu aimes plus que tout le monde sur terre », lui écrit-elle. En octobre, Guillaume retourne en Russie pour rejoindre la grande-duchesse et son frère et est présenté à leur père, autorisé à revenir en Russie pour le mariage de sa fille. Au départ de Guillaume, Marie lui écrit : « Je t'aime tellement chaque jour, chaque heure de plus en plus. J'aimerais que ce soit avril maintenant, comme ce serait beau ». Dans ses mémoires, écrit plus de vingt ans plus tard, la grande-duchesse fait de différentes affirmations : « J'utilisais Guillaume, en un sens, uniquement pour obtenir ma liberté ». À l'approche du mariage, elle commence à avoir des doutes et souhaite rompre les fiançailles, mais la princesse Irène de Hesse-Darmstadt, qui rend visite à sa sœur la grande-duchesse Élisabeth, la persuade du contraire. Bientôt, Maria Pavlovna attend de nouveau avec enthousiasme sa nouvelle vie. Le mariage a lieu à Tsarskoye Selo le 3 mai 1908.

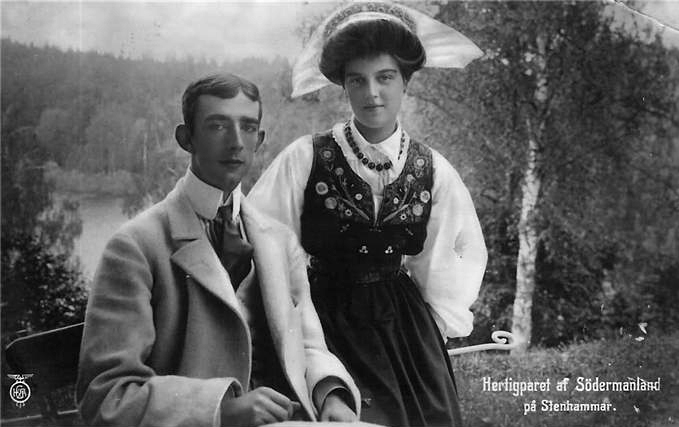
Le duc et la duchesse de Södermanland en 1908.

Après une lune de miel en Allemagne, en Italie et en France, les jeunes mariés se rendent en Suède, où une réception officielle les attend avec les drapeaux de la Russie et de la Suède flottant sur Stockholm. Au début, le mariage semble réussi. Le couple s'installe dans la campagne suédoise, dans la province de Södermanland. Ils y passent l'été et retournent en octobre à Stockholm. Marie ajoute le suédois aux cinq autres langues qu'elle parle et elle devient populaire dans son nouveau pays. Les Suédois estiment en effet qu'elle travaille plus que son mari. Elle est très appréciée de son beau-père Gustave V, qui aime son « effervescence, son charme et son anticonformisme ». Marie Pavlovna est enceinte à l'automne, mais elle se rend vite compte qu'elle a peu de points communs avec son mari. Leur relation est froide. Elle s'intéresse peu à lui et lui à elle. Le seul enfant du couple, le prince Lennart, duc de Småland, naît donc le 8 mai 1909.
À l'automne 1910, Marie Pavlovna emménage avec son mari et leur fils dans une maison qu'elle a fait construire à l'extérieur de Stockholm. Marie va à la chasse, assiste à des courses de chevaux, pratique des sports d'hiver et joue même au hockey sur gazon dans l'équipe de sa belle-sœur, la princesse héritière de Suède Margaret de Connaught. Elle s'inscrit à l'école d'art et prend des cours de peinture et de chant. Marie joue de temps en temps avec son fils, qui se souvient d'être assis sur ses genoux alors qu'ils dévalent une volée de marches sur un grand plateau en argent. Elle écrit également un abécédaire illustré pour Lennart, publié en 1912.

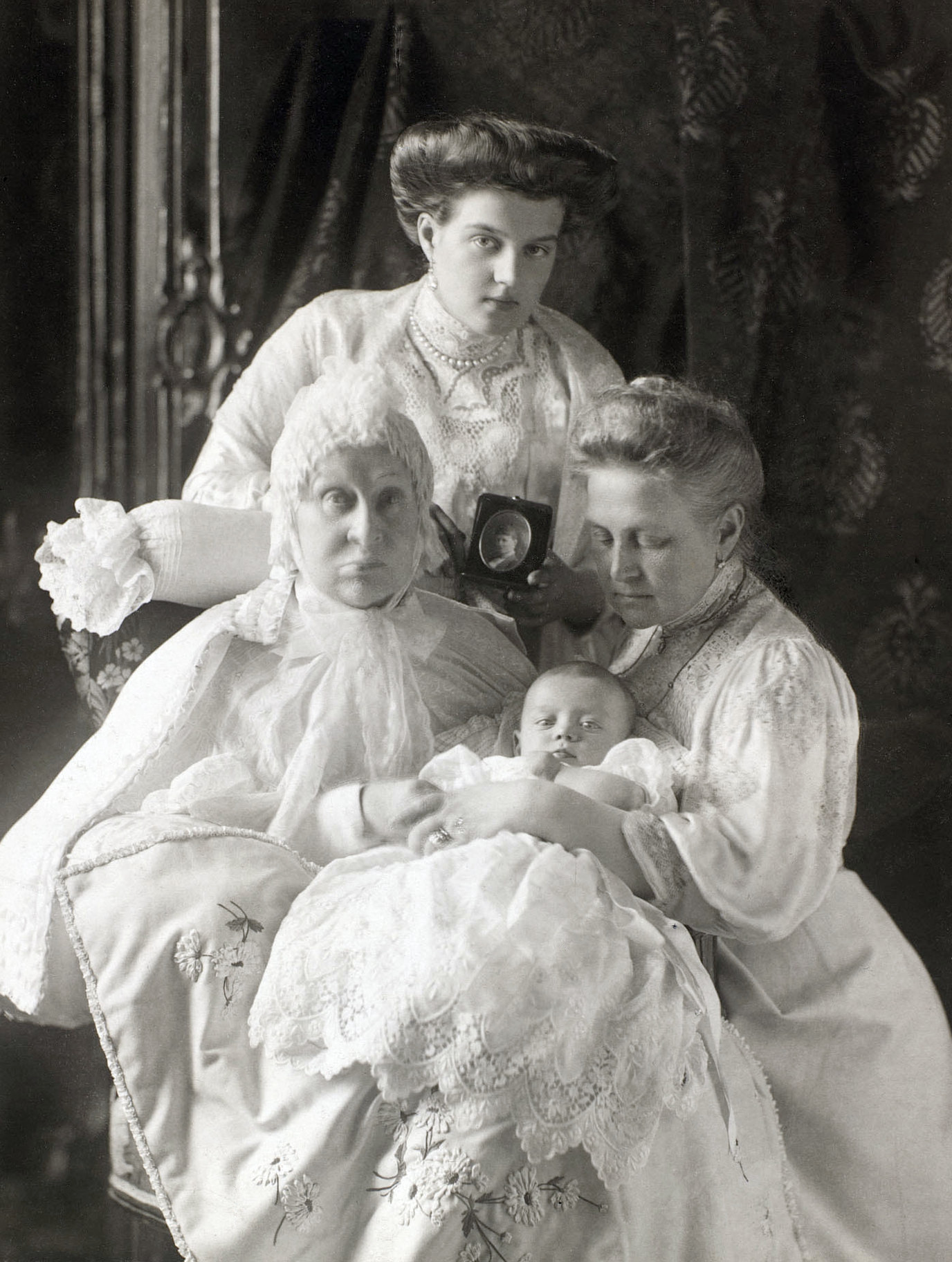
La grand-duchesse Maria Pavlovna avec son fils, sa grand-mère Olga Constantinovna de Russie, son arrière-grand-mère Alexandra de Saxe-Altenbourg et un portrait de sa mère en 1909.

Cependant, la vie à la cour suédoise impose à Maria Pavlovna autant de restrictions qu'en Russie. Son mari, en tant qu'officier de marine, a peu de temps à lui consacrer. Elle le trouve « froid, timide et négligent », et lorsqu'elle essaye de l'approcher, il s'éloigne d'elle en larmes. Fin octobre 1911, le jeune couple est envoyé pour un voyage de cinq mois en Asie du Sud-Est en tant que représentant de la Suède au couronnement du roi de Siam. Le roi Rama V et le duc de Montpensier commencent à lui faire la cour, ce qu'elle apprécie. Les relations entre le couple se refroidissent encore plus. Elle annonce alors à son mari qu'elle veut divorcer. Il est dévasté par sa décision, la suppliant de donner une autre chance à leur mariage, « mais comme il m'a imputé l'essentiel de notre échec, nous n'avons fait aucun progrès », écrit Marie.

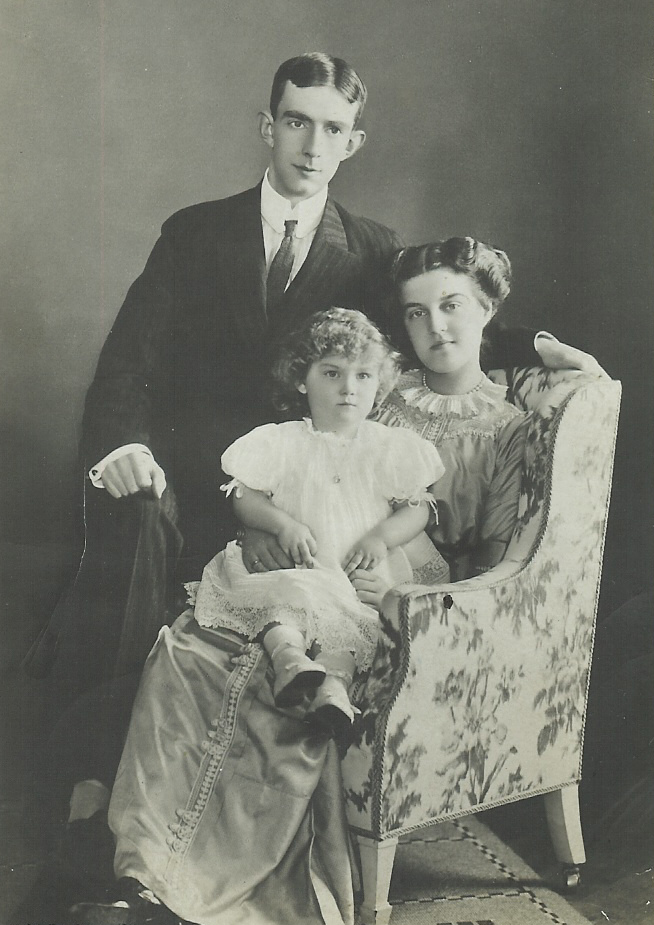
Maria Pavlovna avec son époux et son fils en 1911.

Au printemps 1912, elle reçoit son frère, venu en Suède pour participer aux Jeux olympiques. En 1913, ils sont à nouveau réunis lorsqu'elle se rend en Russie pour assister aux célébrations du tricentenaire de la famille Romanov. Lors d'un bal à la cour à Moscou, ils dansent sept danses d'affilée et le tsar envoie un écuyer pour les séparer.

À son retour à Stockholm, les médecins prétendent à tort que Marie Pavlovna souffre d'une grave maladie rénale et elle est envoyée à Capri pour récupérer au cours de l'hiver 1913-1914. Elle y était déjà allée l'hiver précédent pour tenir compagnie à sa belle-mère malade. Elle affirme plus tard que le médecin personnel de la reine, Axel Munthe, lui y a fait des avances, et elle décide donc de ne pas retourner à Capri,. Au lieu de cela, elle s'arrête à Berlin, où son frère la rejoint. Ils continuent vers Paris, car elle veut l'aide de son père pour obtenir le divorce. Des décennies plus tard, elle décrit l'horreur qu'elle a ressentie envers la famille royale suédoise en raison de son soutien illimité à Munthe comme la principale raison pour laquelle elle les a fuis et a demandé le divorce. À vingt-deux ans, l'avenir lui paraît désespéré et elle note dans son journal :
« Une pensée terrifiante – année après année avec ce vieil homme et entouré de cette famille idiote ! Mon Dieu ! »
Ses proches en Russie et en Suède considèrent le divorce comme inévitable et le 13 mars 1914, son mariage est officiellement dissous, une action ensuite confirmée par un édit publié par Nicolas II le 15 juillet 1914,,. Marie laisse son fils en Suède sous la garde de son père. Il est élevé principalement par sa grand-mère paternelle et il voit rarement sa mère les années suivantes. Durant un entretien, Lennart déclare que sa relation avec sa mère est distante.
A Paris, la grande-duchesse renoue des liens avec son père. Elle étudie dans une école de peinture, puis voyage en Italie et en Grèce. Au printemps 1914, à l'âge de 24 ans, Marie Pavlovna rentre en Russie. Elle vit auprès de son jeune frère Dimitri, auquel elle est intensément attachée. Troublé par sa forte dépendance à son égard, Dimitri s'éloigne quelque peu de sa sœur, la blessant terriblement. Quelques mois plus tard, la Première Guerre mondiale éclate.

### Première Guerre mondiale et révolution

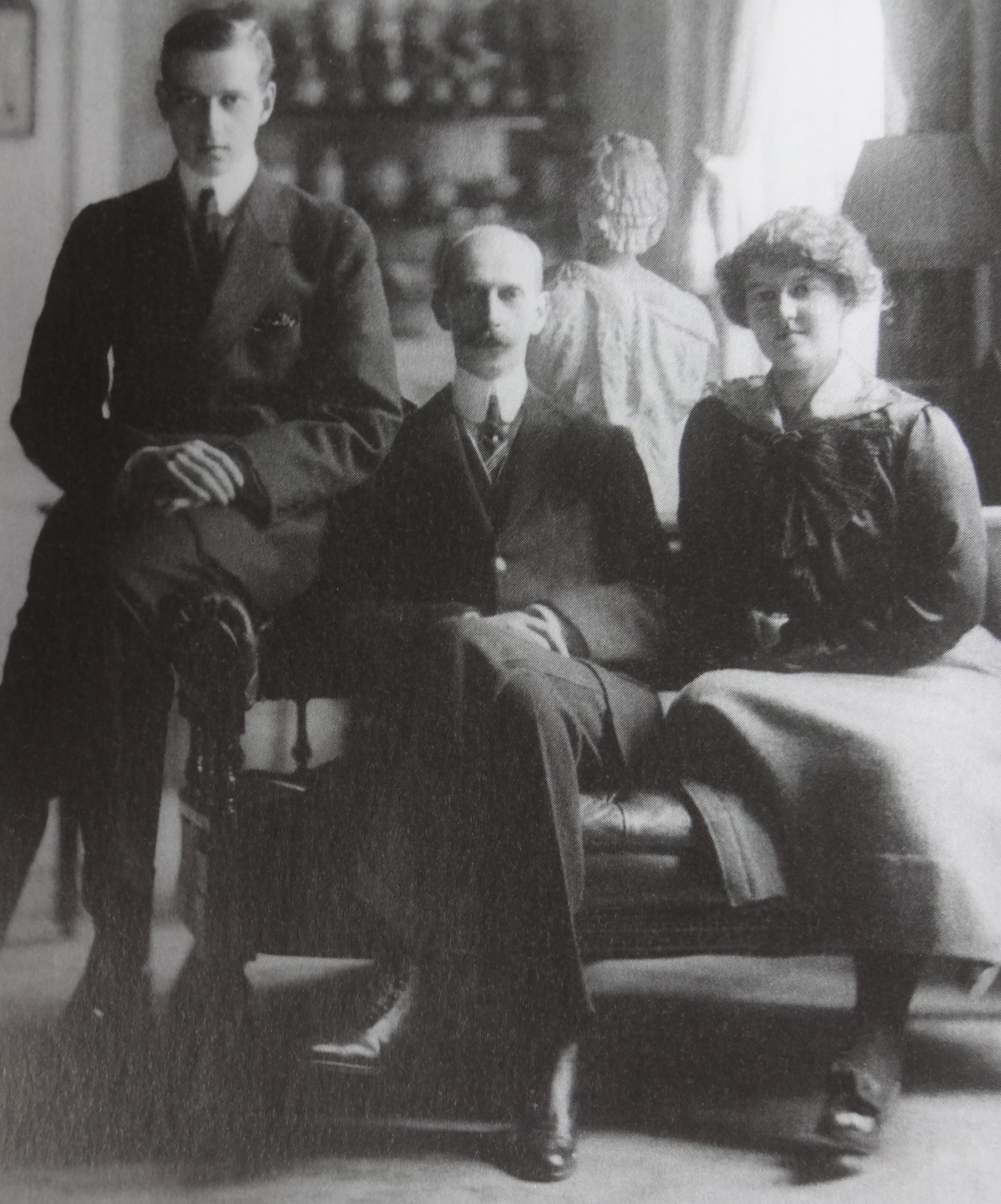
La grande-duchesse avec son père et son frère à Paris en 1914.

Au début de la Première Guerre mondiale, la grande-duchesse Marie Pavlovna se forme au métier d'infirmière. Avec la princesse Hélène de Serbie, elle est envoyée sur le front nord, à Insterbourg, en Prusse-Orientale, sous le commandement du général Paul von Rennenkampf. Pour sa bravoure sous le feu de l'aviation ennemie, elle reçoit la médaille de l'ordre impérial et militaire de Saint-Georges. En 1915, après le retrait de la Russie de la Prusse orientale, elle reprend du service dans un hôpital à Pskov, où elle travaille comme infirmière en chef. Pendant deux ans et demi, elle soigne des soldats et des officiers blessés, effectuant elle-même des opérations chirurgicales simples.
Pendant la guerre, ses relations avec sa tante s'améliorent et elle lui rend régulièrement visite au couvent qu'Élisabeth a fondé. Marie Pavlovna se trouve à Pskov lorsqu'elle apprend que Dimitri a participé au meurtre de Grigori Raspoutine le 17 décembre 1916 ; elle est abasourdie. « Pour la première fois de ma vie », écrit-elle, « mon frère m'est apparu comme un individu à part de moi, et ce sentiment d'éloignement inhabituel m'a fait frissonner ». Marie signe une lettre avec d'autres membres de la famille impériale, suppliant Nicolas II de revenir sur sa décision d'exiler Dimitri sur le front perse. Deux mois plus tard, la révolution de Février éclate et le tsar abdique.
Marie Pavlovna quitte Pskov pour Petrograd rejoindre son père et sa famille à Tsarkoie Selo. Plus tôt durant la guerre, elle a renoué ses liens avec le prince Sergueï Mikhaïlovitch Poutiatine (1893-1966), fils du commandant du palais de Tsarkoie Selo, la résidence de campagne du tsar. Ils se sont rencontrés enfants et au printemps 1917, une liaison commence entre eux,. Au cours de l'été, ils se fiancent et, amoureuse pour la première fois, Marie Pavlovna épouse Poutiatine au palais de Pavlovsk le 19 septembre 1917. Le couple passe les premiers mois de sa vie conjugale à Petrograd, vivant d'abord dans le palais de Dimitri. Lorsque le palais est vendu, ils emménagent dans un petit appartement avec les parents de Sergeï.

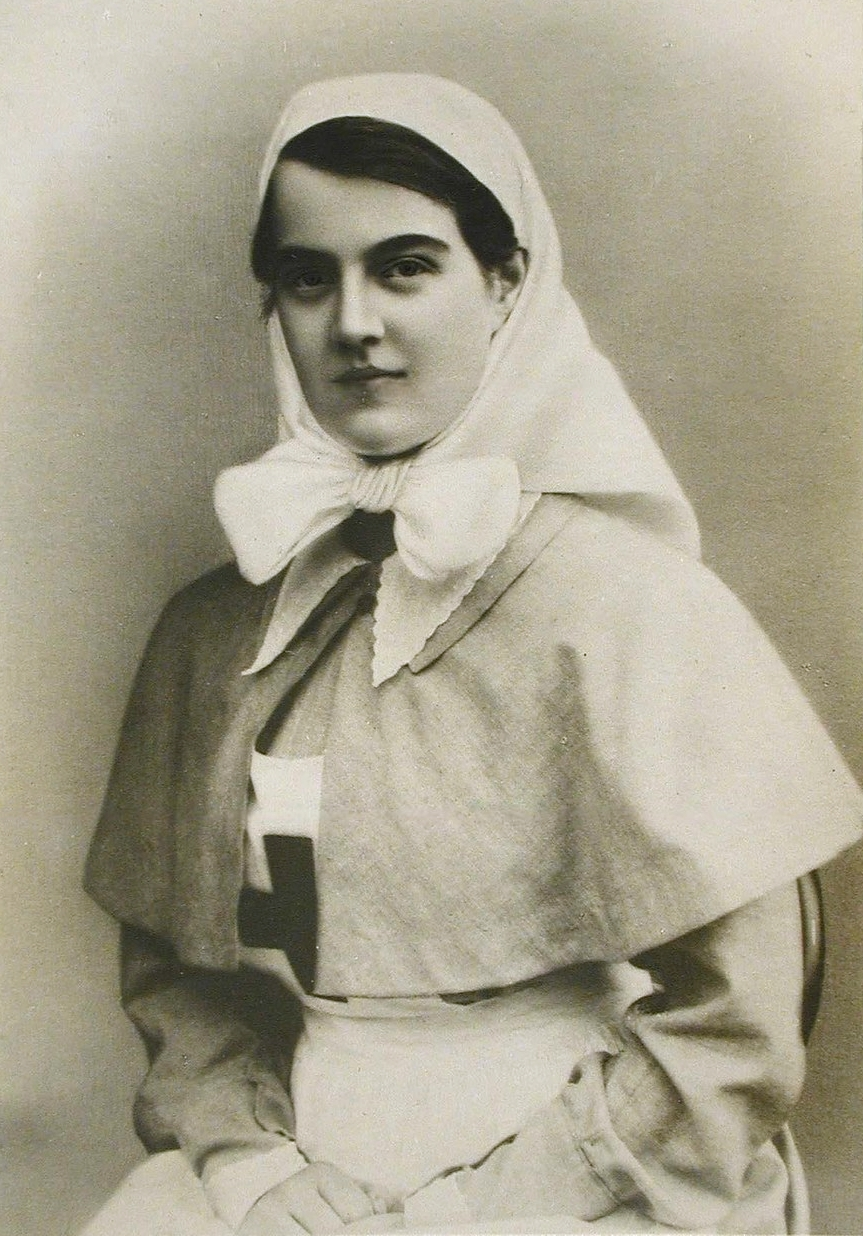
La grande-duchesse Marie Pavlovna en uniforme d’infirmière pendant la guerre.

La révolution d'Octobre surprend Marie Pavlovna et son mari à Moscou, où ils se sont rendus pour retirer certains de ses bijoux de la banque d'État. Ils rentrent à Saint-Pétersbourg en vie, mais sans les bijoux. Plus tard, les parents de Sergeï parviennent à récupérer les diamants. Au printemps 1918, le couple s'installe dans un chalet à Tsarkoie Selo pour se rapprocher du grand-duc Paul, assigné à résidence. La grande-duchesse y entretient un potager et y élève une chèvre.
Le 8 juillet 1918, elle donne naissance à un fils, le prince Roman Sergeïevich Poutiatine. Le jour même du baptême du prince Roman, le 18 juillet 1918, sans que la jeune femme ne le sache, son demi-frère, le prince Vladimir Pavlovitch Paley, et sa tante, la grande-duchesse Élisabeth, sont assassinés par les bolcheviks.
Alors que la situation des Romanov en Russie se détériore rapidement, Marie Pavlovna décide de partir en exil, laissant son fils sous la garde de sa belle-famille. Avec son mari et son beau-frère Alexandre Mikhaïlovitch Poutiatine, la grande-duchesse quitte Tsarkoie Selo fin juillet,. Sans documents de voyage et craignant d'être arrêtés à chaque arrêt, Marie Pavlovna, son mari et son beau-frère voyagent en train pendant un jour et deux nuits. Le 4 août, ils atteignent Orsha, dans l'actuelle Biélorussie, rejoignant de nombreux autres réfugiés dans des situations similaires. De là, ils se rendent à la frontière avec l’Ukraine, alors occupée par l’Allemagne. Avant son départ, la grande-duchesse a dissimulé, à l'intérieur d'un pain de savon, un document suédois l'identifiant comme une ancienne princesse de ce pays. Ce document leur permet d'entrer en Ukraine. De là, ils continuent vers le sud jusqu'à atteindre Kiev. En novembre, ils se rendent à Odessa,. Après avoir atteint Kishinev, en Moldavie, ils reçoivent une invitation de la reine de Roumanie, Marie de Saxe-Cobourg-Gotha, la cousine de Marie, qui a confié à Joseph W. Boyle la mission de les retrouver et de les mettre en sécurité. Atteinte de grippe, la grande-duchesse commence donc sa vie en exil en Roumanie.

### Exil

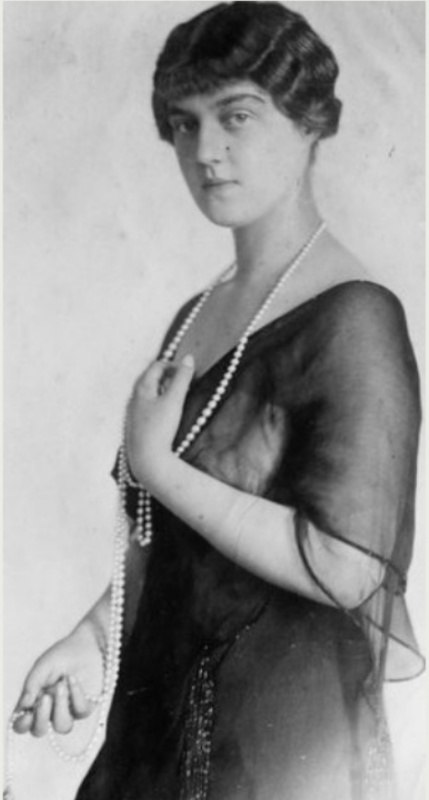
Marie Pavlovna de Russie durant son exil dans les années 1920.

En décembre 1918, la grande-duchesse Marie Pavlovna et son mari arrivent à Bucarest et séjournent dans un hôtel. En janvier 1919, ils reçoivent des appartements privés au palais Cotroceni en tant qu'invités de la reine Marie. Des nouvelles tragiques arrivent alors de Russie. Le mois suivant, Marie Pavlovna apprend que son père a été assassiné par les bolcheviks avec trois de ses cousins. Quelques semaines plus tard, elle apprend que sa tante, la grande-duchesse Élisabeth Feodorovna, et son demi-frère, le prince Vladimir Pavlovitch Paley, ont été assassinés avec plusieurs autres parents des Romanov au cours de l'été 1918.
Les beaux-parents de Maria Pavlovna arrivent à Bucarest avec son fils Roman, mais une fois qu'elle obtient un visa, Marie Pavlovna part seule avec son mari pour Paris, trouvant une maison à Passy,. Pour la première fois de sa vie, la grande-duchesse de 28 ans est confrontée aux problèmes du quotidien. « Je n'avais jamais eu d'argent liquide sur moi et je n'avais jamais fait de chèque. Je connaissais le prix approximatif des bijoux et des robes, mais je n'avais pas la moindre idée du prix du pain, de la viande et du lait », se souvient-elle dans ses mémoires. Ses premières années d'exil sont financées par la vente des bijoux qu'elle a fait passer clandestinement en Suède avant de fuir la Russie. Alors qu'elle se trouve à Paris en 1919, la grande-duchesse reçoit une lettre de ses beaux-parents lui annonçant que Roman est décédé d'une maladie intestinale le 29 juillet. Sa culpabilité de l'avoir laissé derrière elle l'empêche de parler à ses amis de l'existence du bébé.
Marie Pavlovna retrouve son frère Dimitri à Londres. Elle y loue un petit appartement avec son mari pour être proche de son frère, mais les relations entre Dimitri et Poutiatine se détériorent vite. Déterminée à trouver un métier qui lui permettrait de gagner sa vie, elle commence à tricoter des pulls et des robes et les vend à une boutique londonienne.
Au printemps 1920, Marie Pavlovna revient à Paris pour rencontrer sa belle-mère, la princesse Olga Valerianovna Paley, et ses deux demi-sœurs Irina Pavlovna et Natalie Pavlovna. Elle décide de rester dans la capitale française afin d'être proche d'elles. Son frère la suit à Paris. À partir de 1921, elle consacre une grande partie de son temps à la Croix-Rouge russe et à des œuvres philanthropiques. Son fils Lennart, laissé en Suède, commence alors à lui manquer. Marie et Dimitri le rencontre à Copenhague au début de l'été 1921. Deux ans plus tard, ils se retrouvent pour de brèves vacances en Allemagne. Ils se revoient à l'automne 1927 à Bruxelles, alors que Lennart a 18 ans. Il nourrit toujours un ressentiment envers sa mère, qui l'a abandonné, et leurs relations restent tendues,.
À Paris, la grande-duchesse ouvre une boutique de textile de broderie et de couture nommée Kitmir. Par l'intermédiaire de son frère, Marie Pavlovna rencontre Coco Chanel à l'automne 1921. Chanel devient son principal mécène en achetant les broderies de Kitmir pour sa maison de couture. Kitmir est un temps un succès dans l'industrie de la mode parisienne et reçoit une médaille d'or à l'exposition des Arts décoratifs de 1924. La grande-duchesse est aidée par sa belle-mère, la princesse Sophia Poutiatina, et elle emploie des réfugiés russes pour les aider. Cependant, Kitmir est en proie à des problèmes d'organisation, ce qui entraîne la dissipation de l'argent de Marie provenant de la vente de ses bijoux et la laisse lourdement endettée. Alors que Marie Pavlovna consacre toute son énergie à son travail, Poutiatine préfère passer son temps en compagnie d'officiers russes, dilapidant son argent. Déçue par son mari, elle divorce en 1923 « en raison d'une différence fondamentale d'attitude », mais elle continue d'offrir une aide financière à Poutiatine et à ses proches.
Après son divorce, Marie Pavlovna continue à travailler à Paris, mais elle déménage à Boulogne, la banlieue sud-ouest de Paris, où de nombreux Russes ont élu domicile. Elle entame une liaison avec le célèbre créateur de mode Jean Patou, qui a dix ans de plus qu'elle et qui possède une grande fortune. Ils vivent dans le luxe, apparaissant ensemble lors d'événements mondains parisiens et passant du temps à Biarritz, Deauville et sur la Côte d'Azur. Les rumeurs d'un éventuel mariage se répandent en 1925, mais Patou, célibataire confirmé, hésite à changer de mode de vie. En 1926, les affaires de Kitmir commencent à décliner. En 1928, alors que la broderie commence à se démoder, Marie Pavlovna vend son atelier à la Maison Hurel. Ayant subi une défaite, mais refusant de se rendre, la grande-duchesse s'installe à Londres au printemps 1928 où elle commence à vendre Prince Igor, son propre parfum, sur les traces de Chanel N°5 et du parfum Joy de Patou,. Les échecs de la publicité et de la distribution font que Prince Igor n'est pas un succès,.
Sans se décourager, la grande-duchesse émigre aux États-Unis dans l'espoir d'un nouveau départ. Le 8 décembre 1928, elle s'embarque au Havre pour l'Amérique. L'arrivée de la grande-duchesse Marie Pavlovna à New York est accueillie par la presse avec beaucoup d'enthousiasme et de curiosité. Elle est beaucoup photographiée et interviewée. Accompagnée d'un ami américain, elle part jusqu'en Californie, passant trois semaines dans un ranch. En janvier 1929, alors qu'elle se remet d'une blessure à la cheville, elle travaille à ses mémoires qu'elle rédige depuis de nombreuses années. Elle envoie le manuscrit à plusieurs éditeurs et le 18 avril 1929, il est accepté pour publication. En mai 1929, Marie Pavlovna commence à travailler pour le grand magasin new-yorkais Bergdorf Goodman. Elle sert comme consultante et achète des vêtements à la mode en France. Elle rentre ensuite à Paris, vend sa maison de Boulogne, fait ses adieux à sa belle-mère et à ses demi-sœurs et, en août 1929, s'embarque à Marseille pour les États-Unis.

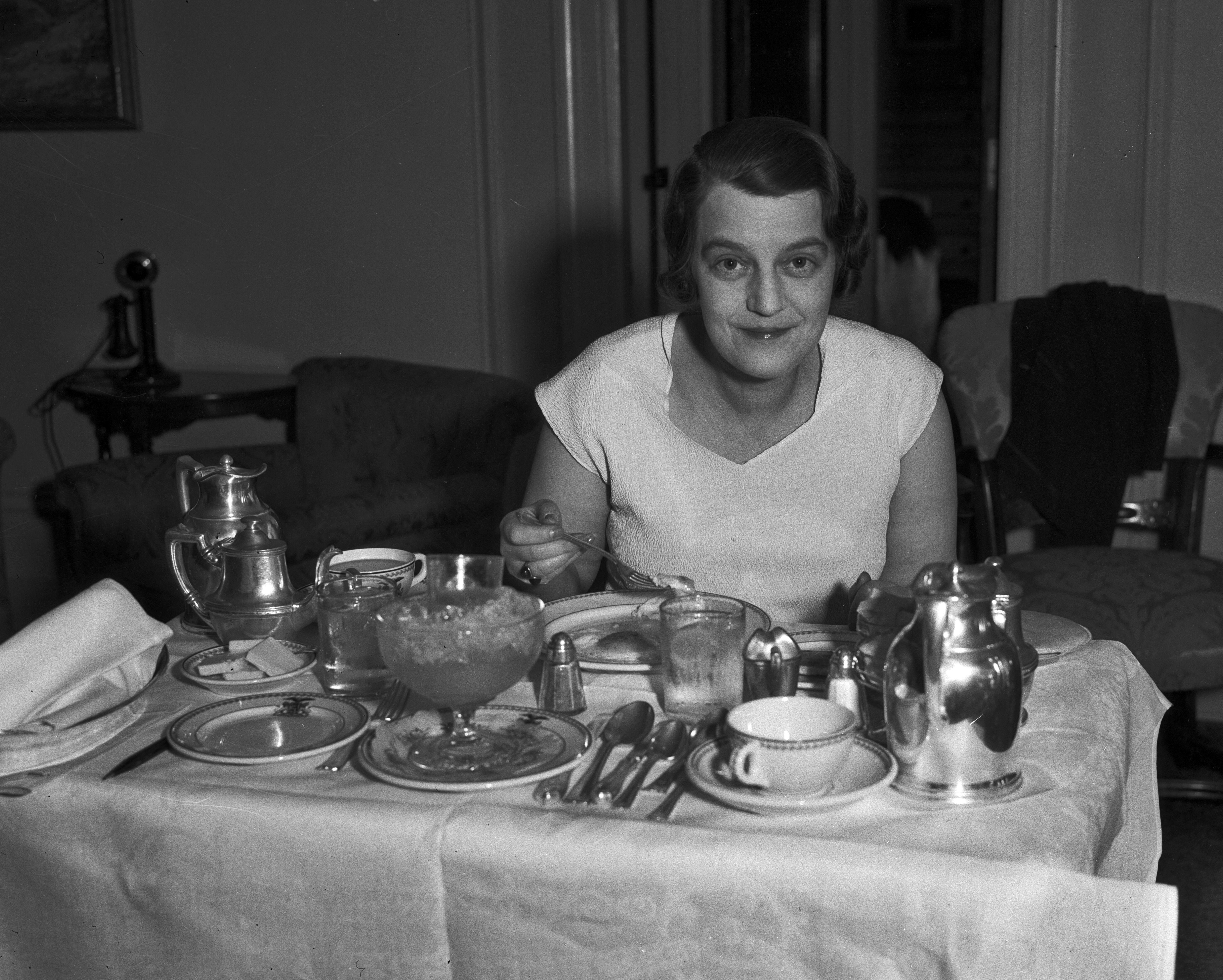
La grande-duchesse à Los Angeles en 1932.

Elle revient à New York avec 300 dollars, une machine à écrire portative et une guitare russe. Elle prépare ses mémoires pour la publication et donne des conférences dans des universités. Ses mémoires sont traduites du russe vers l'anglais et publié en deux volumes : L'Éducation d'une princesse, en 1930 et Une princesse en exil en 1932. Tous deux deviennent des best-sellers aux États-Unis et en Europe, où ils sont traduits en français et espagnol. Leur succès améliore les finances de Marie Pavlovna. Elle gagne donc bien sa vie, mais dépense sans compter. Elle devient également une figure populaire dans le circuit des conférences.
La Hearst Corporation l'invite aussi à écrire des articles et des critiques de mode. La grande-duchesse a toujours eu un intérêt pour la photographie et, en 1935, elle est ainsi envoyée par Hearst en Allemagne en tant que photojournaliste,. Une partie de son travail consiste à prendre des photos dans des compagnies de croisière de luxe entre l'Europe et New York, rendant compte des événements de la société de la première classe. Alors qu'elle vit à New York, Marie Pavlovna collectionne des livres russes et s'entoure d'un groupe d'amis parmi lesquels sa demi-sœur la princesse Natalie Paley, le photographe Horst P. Horst et la styliste Valentina Sanina.
En 1937, Marie Pavlovna rend visite à son fils Lennart et à sa famille à Mainau. Ils nouent des liens grâce à leur intérêt commun pour la photographie et elle s'entend bien avec sa femme, même si la grande-duchesse a été déçue lorsque son fils a renoncé à son statut royal pour épouser une roturière en 1932. Marie Pavlovna, peu maternelle, ne s'intéresse pas à ses deux petites-filles, Birgitta, alors âgée de quatre ans, et Marie-Louise, âgée de deux ans. Elle demande à Lennart de l'appeler par son nom car elle est gênée d'avoir un fils adulte. Grâce à Lennart, le roi Gustave V de Suède, sympathisant avec Marie Pavlovna, lui procure un passeport diplomatique suédois pour remplacer son ancien passeport Nansen. Ce document lui donne une plus grande liberté de mouvement,.
Durant cette période, ses articles paraissent fréquemment dans différentes publications dont Vogue. Chez Bergdorf Goodman, elle crée une collection de chapeaux. Le 15 mai 1939, elle est interviewée en direct à la radio lors de la diffusion de Tovaritch au Lux Radio Theatre,.
En 1941, les États-Unis entrent dans la Seconde Guerre mondiale en tant qu’alliés de l’Union soviétique. L’alliance des États-Unis avec les communistes la révulse. Après douze ans aux États-Unis, elle s'installe en Argentine avec l'intention de créer une ligne de cosmétiques avec son amie Elisabeth Saroukhanoff, comtesse de Brunière, une émigrée russe qui travaille pour Elizabeth Arden à Buenos Aires,.
En Argentine, Marie Pavlovna loue une petite maison avec jardin dans le quartier de Barrio Norte à Buenos Aires et consacre son temps libre à la peinture, parvenant même à vendre plusieurs de ses œuvres. Les journaux argentins publient ses articles sur la décoration intérieure, la mode et l'art. Sa ligne de cosmétiques ne décolle pas, mais la grande-duchesse reste en Amérique du Sud. Il y a une importante communauté d'émigrés russes à Buenos Aires et elle se lie d'amitié avec la famille du prince Mestchersky, ainsi qu'avec le prince Michel Alexandrovitch Gortschakov et son épouse la princesse Olga Orlov-Davydow. Le week-end, elle se rend à Los Leones, une immense propriété appartenant au prince Karl von Auersperg et à son épouse l'archiduchesse Élisabeth de Habsbourg-Lorraine.
En 1942, elle apprend le décès de son frère Dimitri à Davos. Elle est inconsolable de la perte de la seule personne qu'elle a jamais aimée. En 1947, son fils Lennart arrive d'Allemagne pour une visite d'affaires qui dure plusieurs mois. Pour la première fois, ils apprennent véritablement à se connaître. Marie Pavlovna confie à Lennart qu'elle s'est sentie seule toute sa vie à cause de son enfance sans racines. Elle a en effet passé une grande partie de sa vie à chercher l'amour pour combler le vide en elle. Deux ans plus tard, Marie Pavlovna retourne en Europe où, chez son fils, sur l'île de Mainau sur le lac de Constance, elle revoie pour la première depuis de nombreuses années son premier mari, le prince Guillaume de Suède. Ils se quittent bons amis. Durant les années 1950, la grande-duchesse séjourne chez des amis ou apparaît à l'improviste à Mainau avec son appareil photo, son chevalet et ses peintures.
Elle meurt chez son fils d'une pneumonie, à soixante-huit ans, le 13 décembre 1958. Elle est inhumée dans la chapelle du palais de Mainau, aux côtés de son frère le grand-duc Dimitri.

## Distinctions
- 6 mai 1890 : dame grand-croix de l'ordre de Sainte-Catherine
- Janvier 1936 : dame grand-croix de l'ordre des Saintes-Olga-et-Sophie
- Récipiendaire de l'ordre impérial et militaire de Saint-Georges

## Œuvres de la princesse
- Education d’une princesse (préface d'André Maurois). Paris, Librairie Stock, Delamain et Boutelleau, 1931, 406 pp.
- Une princesse en exil. Paris, Librairie Stock, Delamain et Boutelleau, 1933, 320 pp.

## En littérature
La grande-duchesse apparaît dans une pièce de théâtre d'Albert Camus, Les Justes (1949).